# Volker Wissing
Volker Wissing (ur. 22 kwietnia 1970 w Landau in der Pfalz) – niemiecki polityk i prawnik, w latach 2020–2022 sekretarz generalny Wolnej Partii Demokratycznej (FDP), minister w rządzie Nadrenii-Palatynatu (2016–2021), poseł do Bundestagu, w latach 2021–2025 minister cyfryzacji i transportu, w latach 2024–2025 minister sprawiedliwości.

## Życiorys
Absolwent szkoły średniej w Bad Bergzabern (1989). Studiował prawo na Uniwersytecie Kraju Saary (1989–1991) i na Uniwersytecie Albrechta i Ludwika we Fryburgu (1991–1994). Zdał państwowe egzaminy prawnicze I i II stopnia (1994 i 1996). Odbył praktykę zawodową, a w 1997 doktoryzował się z prawa administracyjnego na Westfalskim Uniwersytecie Wilhelma w Münsterze. Pracował m.in. jako sędzia, był też wykładowcą na Uniwersytecie Johannesa Gutenberga w Moguncji.
W 1998 dołączył do FDP, w 2004 wszedł w skład władz krajowych partii w Nadrenii-Palatynacie. W tym samym roku objął wakujący mandat posła do Bundestagu, zastępując w nim zmarłą deputowaną Maritę Sehn. Wybierany następnie w wyborach w 2005 i 2009, w niższej izbie parlamentu zasiadał do 2013. W 2007 dołączył do federalnego komitetu wykonawczego swojej partii, a w 2013 do jej prezydium. W 2016 uzyskał mandat posła do landtagu, w którym zasiadał do 2021. W tych samych latach w rządzie Nadrenii-Palatynatu był wicepremierem oraz ministrem gospodarki, transportu i rolnictwa.
Wcześniej (we wrześniu 2020) powołany na sekretarza generalnego Wolnej Partii Demokratycznej. Powrócił w związku z tym do polityki na szczeblu federalnym. W wyniku wyborów w 2021 ponownie zasiadł w Bundestagu. W kwietniu 2022 na funkcji sekretarza generalnego partii zastąpił go Bijan Djir-Sarai.
W grudniu 2021 w nowo utworzonym rządzie Olafa Scholza objął stanowisko ministra cyfryzacji i transportu. W listopadzie 2024, po opuszczeniu przez FDP koalicji rządowej, zrezygnował z członkostwa w partii. W tym samym miesiącu został powołany dodatkowo na urząd ministra sprawiedliwości (zastępując Marca Buschmanna). Obie funkcje ministerialne sprawował do maja 2025.